# Venturia assamensis
Venturia assamensis là một loài tò vò trong họ Ichneumonidae.